# 楊茂秀
楊茂秀（1944年—），毛毛蟲兒童哲學基金會創辦人暨董事長，輔仁大學哲學系博士、美國西東大學雙語教育博士研究、愛荷華大學哲學博士研究，曾任國立臺東大學兒童文學研究所副教授、國立臺東師範學院語文教育系副教授、國立清華大學共同科副教授、遠流出版公司社務顧問、光復書局《兒童日報》顧問、輔仁大學哲學系副教授。

## 專長
兒童哲學、兒童文學、繪本研究、故事與思考、故事說演、圖畫書

## 作品
著作
- 民79 看看我的新內褲
- 民81 討論手冊
- 民82 觀念玩具．蘇斯博士與新兒童文學
- 民83 毛毛蟲的思考
- 民83 我是好人
- 民83 踩天地也是為了解
- 民85 探索團體與有機教學
- 民88 我們教室有鬼[4]
- 民90 編織童年夢
- 民92 蜘蛛人安拿生 (圖﹒林小杯)
- 民94 高個子與矮個子 (英譯﹒白珍，圖：劉旭恭)
- 民95 好老師是自己找的
- 民95 誰說沒人用筷子喝湯
- 民99 每個人心中都有2隻鱷魚 (圖﹒楊靈靈)
- 民100 重要書在這裡！-楊茂秀的繪本哲學[5]
- 民102 大人有時要聽小孩的話 (英譯﹒白珍，圖：楊靈靈)[6]

翻譯作品
- 民68 哲學教室 (Mattew Lipman 原著)
- 民74 靈靈 (Mattew Lipman 原著)
- 民79 鯨魚與鬼屋 (Mattew Lipman 原著)
- 民79 思考舞台 (Mattew Lipman 原著)
- 民79 哲學與小孩 (Gareth B. Matthews 原著)
- 民85 直昇機男孩 (Vivian Paley原著)
- 民85 喬治與馬莎 (共七冊James Marshal原著)
- 民85 羅北兒故事集 (共九冊Arnold Lobel原著)
- 民87 我喜歡你 (Sandol Warburg文，Jacqueline Chwast圖)
- 民88 手拿褐色蠟筆的女孩（Vivian Gussin Paley著）
- 民88 星月（文/圖Janell Cannon）
- 民88 綠笛（文/圖Janell Cannon）
- 民88 哲學教室教師手冊（LIPMAN MATTHEW著）
- 民89 平克與薛伊（文/圖 Patricia Polacco）
- 民89 雅博曼陀的夢（文/圖 Patricia Polacco）
- 民89 拼被人送的禮（文：Jeff Brumbeau / 圖：Gail de Marcken）
- 民91 巫婆的掃把（Chris Van Allsburg原著）
- 民91 魔鬼的故事（Natalie Babbit原著）
- 民91 大箱子（文：湯妮．莫里森、史萊德．莫里森，圖：吉賽兒．波特）
- 民92 影子 ( 文：布萊斯‧桑德拉爾，圖：瑪西亞‧布朗)
- 民92 石頭湯（文/圖Marcia Brown）
- 民93 陶靈老師的教室（Vivian Gussin Paley原著）
- 民93 歐先生的大提琴（文：Jane Cutler，圖：Greg Couch）。
- 民93 漢妮卡特小姐的帽子（文：傑夫‧布藍波、：婕兒‧第‧瑪肯）
- 民93 重要書（文：Margaret Wise Brown，圖：Leonard Weisgard
- 民94 艾兒菲 (Mattew Lipman 原著)
- 民94 碎布娃娃（文：Cynthia Rylant，圖：Harvey Stevenson）
- 民94 讓湍河流走（文：珍‧尤蘭，圖：芭芭拉‧庫妮）
- 民94 小島（文：Margaret Wise Brown，圖：Leonard Weisgard）
- 民95 一吋蟲，（文/圖Leo Lionni），大穎文化。
- 民95 夜晚的吐水怪 (文：伊芙．邦婷（Eve Bunting），圖：大衛．威斯納（David Wiesner）)
- 民96 拼被人去旅行（文：Jeff Brumbeau，圖：Gail de Marcken）
- 民97 小男孩失蹤了！─學習關心別人(Abbas Ghadir Mohseni原著)
- 民99 小男孩失蹤了！：兒童閱讀版(Abbas Ghadir Mohseni原著)
- 民104 幻想的文法-想像力練習 (喬安尼·羅達立原著)

## 外部連結
- 楊茂秀：無壓力學習是一種迷思 （页面存档备份，存于）
- 小小自由圖書館　社區新運動 （页面存档备份，存于）
- 《吃朋友》不老頑童楊茂秀-----濃濃的台灣味 （页面存档备份，存于）
- 青林童書繪本《重要書》- 楊茂秀老師導賞分享 （页面存档备份，存于）
- 青林童書繪本：楊茂秀講故事《影子》 （页面存档备份，存于）